# Jacques-Romain Dupré
Pour les articles homonymes, voir Dupré.
Jacques-Romain Dupré (° 1771 - Loriol ✝ 26 janvier 1852 - Argelès-Gazost (Hautes-Pyrénées)), soldat de la Révolution et de l'Empire, lieutenant au 2e régiment d'infanterie légère, retraité capitaine, chevalier de la Légion d'honneur (25 prairial an XII), chevalier de l'Empire.

## Biographie
Soldat le 23 août 1788 dans le 2e bataillon des chasseurs du Dauphiné (par amalgames des 1er prairial an III et 9 pluviôse an IV, 2e et 12e demi-brigades d'infanterie légère, enfin 12e régiment de même arme en l'an XII), il fit les campagnes de 1792 à l'an III à l'armée des Alpes.
Le 24 messidor an II, il gravit la « montagne des Quatre-Dents », couverte de neige, en se faisant un point d'appui avec sa baïonnette, et entra le premier dans la redoute qui couronnait la hauteur, suivi de ses camarades que son exemple entraîna. Nommé caporal le 1er prairial an III, il se distingua de nouveau le 13 fructidor suivant à l'affaire du mont Genèvre, où il fit 15 prisonniers dont un capitaine.
Passé successivement aux armées d'Italie, du Danube, du Rhin et d'Italie (« 2e de réserve ») de l'an IV à l'an IX, il devint sergent le 24 floréal an VI, reçut un coup de feu à la cuisse gauche à Sainte-Marie (Saint-Moritz), pays des Grisons, le 6 germinal an VII, obtint le grade de sous-lieutenant le 12 messidor suivant, et fut blessé au bras droit le 27 thermidor de la même année à « Song », en Suisse.
Le 1er frimaire an IX, après le passage du Mincio, se trouvant sur une hauteur avec 50 hommes du 2e bataillon de la 12e demi-brigade d'infanterie légère, qu'un mouvement de retraite avait séparés du corps principal, il soutint bravement l'attaque opiniâtre d'une colonne considérable, donna le temps au bataillon de revenir sur ses pas, et, lorsqu'il se vit appuyé, il chargea l'ennemi à la baïonnette et lui fit éprouver une grande perte en morts et en prisonniers.
Rentré dans l'intérieur à la paix de Lunéville, il fut nommé lieutenant au choix le 5 floréal an XI, et membre de la Légion d'honneur le 25 prairial an XII.
Attaché au 3e corps de la Grande Armée pendant les campagnes de l'an XIV à 1807 en Autriche, en Prusse et en Pologne, il combattit à Austerlitz, et obtint le grade de capitaine le 10 février 1806.
Parti pour l'Espagne en 1808, il y servit jusqu'en 1810 inclusivement, et fut blessé au combat de Bilbao le 4 novembre de cette dernière année.
Rentré en France en 1811, et chargé le 25 décembre du commandement du 5e bataillon (dépôt du 12e léger), il fut admis à la retraite le 26 avril 1812.
Quelque temps après, envoyé dans le département du Taro pour y commander la compagnie de réserve, il conserva ces fonctions jusqu'à la dissolution de ce corps, au mois d'avril 1814, et se retira à Argelès-Gazost (Hautes-Pyrénées).
Il avait épousé Marie-Aimée Ducor , dont il eut :
1. Germain (° 1811 - ✝ 1893), docteur en médecine, professeur à la faculté de Montpellier, sénateur de l'Hérault (1882-1893), marié, dont postérité ;
2. Marie Sophie Jacqueline[5] (° 1812[6] ou 1813 ✝ 1883 - Valentine (Haute-Garonne)), mariée, le 28 novembre 1832 à Argelès-Gazost, avec Napoléon Foch (° 1803✝1880), fonctionnaire de l'administration préfectorale, dont :
  1. Gabriel (° 1850✝1925), marié avec Marie Clotilde Malartic (née vers 1850) ;
  2. Ferdinand (2 octobre 1851 - Tarbes ✝ 20 mars 1929), polytechnicien (X 1871), général de brigade (1907), de division (1911), de corps d'armée (1913) à la tête du 20e corps d'armée, maréchal de France (6 août 1918), etc.
3. Eugène ;
4. Hortense.

## Sources
- A. Lievyns, Jean Maurice Verdot, Pierre Bégat, Fastes de la Légion d'honneur : biographie de tous les décorés accompagnée de l'histoire législative et réglementaire de l'ordre, vol. 5, Bureau de l'administration, 1847, 2e éd. (lire en ligne) ;
- « gw0.geneanet.org », Jacques Romain Dupré (consulté le 17 février 2011) ;
- « Cote LH/860/21 », base Léonore, ministère français de la Culture ;